# Talisay (Camarines Norte)
Pour les articles homonymes, voir Talisay.
Talisay est une municipalité de la province de Camarines Norte, aux Philippines.